# Болотник обоеполый
Болотник обоеполый, или Болотник осенний, или Красовласка обоеполая, или Красовласка осенняя (лат. Callitriche hermaphroditica) — вид двудольных растений рода Болотник (Callitriche) семейства Подорожниковые (Plantaginaceae). Таксономическое название впервые опубликовано шведским систематиком Карлом Линнем в 1755 году.
Подвид — Callitriche hermaphroditica subsp. exalata Tzvelev.

## Распространение и среда обитания
Распространён в западной и восточной Европе, центральной и восточной Азии, США и Канаде.
В России встречается почти повсеместно.

## Ботаническое описание
Побеги стелющиеся.
Листья простые, с гладким краем, размещены супротивно или мутовчато по длине стебля и ближе к верхушке растения.
Цветки зелёные, мелкие, без околоцветника.
Плод — коробочка бурого или зелёного цвета.
Число хромосом — 2n=6.

## Экология
По отношению к влаге — гигрофит или гидрофит.

## Охранный статус
Занесён в Красные книги Восточной Фенноскандии, Армении, Латвии, Литвы, Закарпатской области Украины и Калужской области России.

## Синонимы
Синонимичные названия:
- Callitriche angustifolia Gilib. nom. inval.
- Callitriche aquatica var. autumnalis Bonnier
- Callitriche autumnalis L. nom. illeg.
- Callitriche autumnalis var. linearis (Pursh) A.Gray
- Callitriche autumnalis f. macrocarpa Hegelm.
- Callitriche bifida (L.) Morong
- Callitriche confervoides Thuill. ex Link
- Callitriche decussata Link
- Callitriche euautumnalis Syme
- Callitriche foliosa Raf.
- Callitriche glomerata Thuill. ex Link
- Callitriche hermaphroditica subsp. macrocarpa (Hegelm.) Lansdown
- Callitriche linearis Pursh
- Callitriche palustris var. bifida L.
- Callitriche sessilis DC.
- Callitriche stellaria Raf.
- Callitriche virens Goldb.